# Nicolae Kirculescu
Nicolae Kirculescu (n. 28 decembrie 1903, Corabia, România – d. 31 decembrie 1985, București, România) a fost un compozitor român, în special de muzică ușoară, de film și teatru. Una dintre cele mai cunoscute compoziții ale sale este Momentul muzical pentru pian și orchestră, utilizată ca temă muzicală a emisiunii Teleenciclopedia.
Este înmormântat la Cimitirul Sfînta Vineri din București.

## Biografie
Studiază muzica de la 3 ani luând lecții de pian cu d-na Lucreția Popovici-Pretorian și cu domnișoara Cernescu. 
După absolvirea bacalaureatului la 19 ani, prin 1922, s-a îmbolnăvit foarte grav stând în pat 6 luni, fără ca doctorii să știe ce boală a avut. 
Ca urmare, imediat după boală, între 1922-1924, pleacă la Viena la tratament, dar urmează și Academia de muzică, doar cu știrea și încuviințarea mamei sale Veronica, contesă maghiară, născută Banffy, căci tatăl lui, Vasile, după cum se va vedea mai târziu, era complet împotrivă ca fiul lui Nicolae să îmbrățișeze o carieră de ”lăutar”, căci Nicolae Kirculescu făcea parte dintr-o familie nobilă de italieni a prinților de Colonna și conților de Colesi - cum se va și semna pe anumite partituri viitoare, Nino de Colesi – familie cunoscută și atestată istoric din anul 400 d.cr., dovadă blazonul de pe inelul de căsătorie cu a patra și ultima soție, artista de variété, Marieta Bratu, căsătorie efectuată pe 07 iunie 1976, artistă care trăiește la Paris din 1987 și care a furnizat acest material.

## Studii
Așa după cum am menționat între 1922-1924, pleacă la Viena unde urmează Academia de muzică.
La Viena studiază compoziția cu Arnold Rosé și armonia și contrapunctul cu Riel. 
Revenind în România cu un ziar Neuer Wiener Tage, (Noile zile ale Vienei) care scria despre Nicolae Kirculescu ca despre o nouă glorie mondială a muzicii interpretative pianistice, tatăl lui se opune categoric să urmeze calea muzicii, astfel că Nicolae Kirculescu e obligat să se înscrie la cursurile Facultății de drept între 1924-1928, dar în paralel își creează o orchestră, Los Occhios, cu care cântă ocazional cât și la Clubul Libertatea.
Urmare acestui fapt a fost că tatăl lui l-a trimis la Paris între anii 1928-1930 ca să-și ia Doctoratul în Drept la Sorbona, ceea ce s-a și întâmplat, dar la fel ca în perioada vieneză, ori ca și cea bucureșteană a studenției la Facultatea de Drept, la Paris Nicolae Kirculescu urmează în paralel și cursurile de Artă Teatrală ale marelui actor francez, Louis Jouvet. 

## Activitate profesionala
Trebuie știut că din 1930 până în 1939/1940 Nicolae Kirculescu cochetează cu două planuri: 

#### Juridic
În paralel cu Facultatea de Drept devine funcționar la Casa Centrală a Împroprietăririi din Ministerul Domeniilor, iar când termină Facultatea de Drept ocupă funcția de ajutor de judecător la Ocolul Sinaia.
După un incident însă demisionează din magistratură și devine avocat la Ministerul Domeniilor unde tatăl său era Secretar General, dar venirea la putere a noului ministru Potarcă îl înlătură din post pentru susținerea unui protejat al lui.
Revenit iar în România, din 1930, cu Doctoratul în Drept în buzunar, e numit funcționar la Casa Centrală a Asigurărilor Sociale, ca avocat, însă Gheorghe Cuza, Ministrul Muncii, îi reproșează tocmai faptul de a-și face meseria, adică de a-i apăra pe asigurați, majoritatea muncitori și îl concediază din post. 

#### Muzical
În timpul activității sale juridice, din umbră îi urmărea evoluția muzicală un mare compozitor român, Ion Vasilescu, care în 1940 punea în scenă revista muzicală ” Suflet candriu de papugiu…” și avea nevoie de încă o piesă muzicală, dar și de un ajutor material, căci începuseră vremurile grele de război și teatrele sufereau crunt de buget. 
Nicolae Kirculescu a compus LA CĂSUȚA CU ZORELE și s-a împrumutat la tatăl lui, Vasile, pentru a-l ajuta pe Ion Vasilescu intrând în teatru alături de el și de care nu s-a mai despărțit niciodată, nebănuind succesul imens și instantaneu la public al acestei piese, care public a semnat astfel actul de naștere a unui compozitor de lungă durată, 45 de ani și peren, căci Nicolae Kirculescu a compus în toate genurile de muzică, cum urmează să demonstreze exemplele ce vom da în continuare, căci trebuie reținut faptul că timp de 30 de ani, din 1940 la 1970, a compus 400 de piese de muzică ușoară, 60 dintre ele fiind mari șlagăre și timp de 19/20 de ani, din 1943 la 1962 el a compus peste 40 de reviste. 

## Compoziții
Trebuie precizat că dacă la 3 ani Nicolae Kirculescu a început a lua lecții de pian, cum a fost menționat în prima parte a portretului, de la vârsta de 13 ani el a început să compună piese, multe dedicate mamei Veronica, pe care o adora, cum ar fi Caprice Mauve și altele ca: La nuit, Remember, Extase d’amour, Night Spider, Mirador, Le vase brisé, pe care le-a editat abia între 19 și 22 de ani, adică între 1922-1925, pe la vechi și mari Case de Editură și Magazine de Muzică din București, ca de exemplu, Casa Degen-Dan și Eșeanu.
A compus piese instrumentale, orchestrale, intitulate de compozitor ca fiind de Divertisment, despre care George Zbârcea, alias Claude Romano, spune că sunt piese de dimensiuni mai mici ori mijlocii cu caracter liric ori dansant, cum ar fi: Clar de lună-1944, Cântec de leagăn-1949, Meditație-1951, Chemarea dragostei-1951, Licuricii- 1954, Divertisment-1957, În excursie-1962, Oameni veseli-1962, Visare-1963, Sare și piper-1965, Serenada cu scandal- 1968, Legendă-1979 și nu în ultimul rând cele mai cunoscute creații Moment muzical (semnalul longevivei emisiuni de TV - TELEENCICLOPEDIA) -1946 și RAPSODIA ROMÂNĂ Nr.1- Concert pentru pian și orchestră, piesă de întindere mai mare, creată în 1953.
A compus lucrări pentru Teatrul Muzical: Revistă, Comedie muzicală, Operetă, Operetă radiofonică, domeniu de excelență al lui Nicolae KIRCULESCU conform articolelor lui George Zbârcea, ca de exemplu: Cantonamentul veseliei, prima revistă creată în 1943 și ultima creată în 1962, intitulată, Șarjele Revistei. 
A scris Comedii Muzicale, ca de exemplu: ”UN BĂIAT IUBEA O FATĂ”, ”ATLANTIDA”, ”BING-BING MELODY”, ”CONTELE DE MONTE CRISTO”, ”DRAGOSTE CU CÂNTEC”, ”AȘA ÎNCEPE DRAGOSTEA”, ”ÎNGERUL ALBASTRU”, ”ADAM ȘI EVA”.
A scris Operetă: ”N-A FOST NUNTĂ MAI FRUMOASĂ” - 1951, ”ÎNTÂLNIRE CU DRAGOSTEA” - 1962.
A scris Operetă Radiofonică pentru copii: ”TOM ȘI HUGH AU FUGIT PE MISSISSIPPI” (adaptare după Mark Twain), ”AVENTURILE BARONULUI MÜNCHAUSEN”, ”CÂNTECUL PRIETENIEI”.
A scris muzică in filmele ”VISUL UNEI NOPȚI DE IARNĂ” -1946, ”ȘI ILIE FACE SPORT” - 1955.
A scris piese pentru copii la Teatrul de Păpuși din București - ”CĂLUȚUL COCOȘAT” -1953, Teatrul de Păpuși din Oradea - ”JOCUL ORELOR” -1973.
A scris muzică pentru Desene Animate: ”DOI IEPURAȘI” - 1952, ”FETIȚA MINCINOASĂ” - 1956, ”HARAP ALB” - 1965.
A compus la cererea Marietei Bratu, în 1975, cântecul religios, ”AVE MARIA”, care se găsește pe CD-ul intitulat: MARIETA BRATU – CONCERT DE CRĂCIUN, înregistrat la Paris și scos la Electrecord în 2000/2001.
A compus în 1970 și cântecul religios, ”AMEN”, interpretat la Festivalul de la Sibiu în același an, de solista Denise Constantinescu. 
A scris melodii de Muzică Ușoară, dintre care enumerăm în continuare: 
- La căsuța cu zorele;

- Un pic de noroc;

- Când se sting luminile în bucurești;

- Ești dragostea mea;

- Inimă de ce nu vrei să-mbătrânești;

- Ploua în seara aceea, doamnă;

- Să nu spui dorul nimănui;

- Toate trec;

- Violete pentru fete;

- Când se crapă de ziuă altădată;

- Odată-n viață;

- Anticarul;

- Coșarul;

- Nu te pot uita;

- Așa începe dragostea;

- Prima poezie;

- Nu știu;

- De unde știi vioară tu;

- Culori-culori;

- Adio;

- Ramura părăsită;

- Trec zilele-n goană;

- Știu;

- Dâmboviță surioară;

- Orchestra mea;

- Doru-i dor;

- De ce-a tăcut canarul meu;

- Pașii noștri;

- Poate e mult-poate-i puțin;

- Unul din noi rămâne celuilalt dator;

- Voi veni;

- Meditație;

- Dor pribeag;

- Așteptarea;

- Somn ușor;

- Stejarul etc.

În materie de operetă, spune George Zbârcea, Nicolae Kirculescu a fost un precursor al operetei moderne (music-hall) cum avea să fie mai târziu, Leonard Bernstein cu West Side Story, pentru că a vrut să elimine din operetă (care este un hibrid de dramă și comedie) comedia-jucată de obicei de subretă și comic și să păstreze doar drama jucată de obicei de protagoniști, folosind ca element de operetă doar muzica cu specificul ei lejer, dar a trebuit să renunțe la acest proiect negăsind înțelegere la ceilalți realizatori ai operetei.

## Activitate publicistică
A susținut și o mare activitate publicistică - articole, studii, interviuri - făcând cunoscute cititorilor ideile și realizările lui în domeniul Muzicii Ușoare și Muzicii de Teatru, de-a lungul unei vieți artistice care a durat 45 de ani, de la lansarea sa în 1940 cu melodia la Căsuța cu zorele, până în 31 decembrie 1985 când a trecut la cele vesnice.

## Recunoastere interna si internationala
Nicolae Kirculescu a participat la Jurii Naționale și Internaționale și a obținut multe premii și medalii dintre care cele mai importante sunt cel de Artist Emerit și Laureat al Premiului de Stat.

## IN MEMORIAM / POSTUM
Prin grija văduvei și artistei de variété Marieta Bratu, compozitorul Nicolae Kirculescu a fost omagiat la Paris, la Ambasada Română în 2003, la celebrarea  a 100 de ani de la naștere, cât și în 2005, cu ocazia a 20 de ani de la dispariția lui (cu participarea excepțională a compozitorului și interpretului dispărut Dumitru Lupu, cu soția acestuia solista de muzică ușoară Ileana Șipoteanu și fiica lor Dumitrana) și concomitent la București la Uniunea Compozitorilor, de către Doru Popovici, compozitor-critic-muzicolog și soția acestuia Alina, profesoară de muzică, care sunt printre altele și nașii de cununie ai cuplului Nicolae Kirculescu – Marieta Bratu, Doru Popovici scriind și o carte despre Nicolae Kirculescu intitulată ”UN ULTIM MATEIN”, editată în 2003 la Editura Amurg Sentimental cu un subtitlu, ”LACONIC VOLUM DEDICAT VIEȚII ȘI OPEREI COMPOZITORULUI ȘI PIANISTULUI Nicolae Kirculescu 1903-2003”.
Toate aceste aniversări pentru naștere și dispariție, cât și altele susținute la Paris ca și înregistrarea de noi CD-uri la Paris cu scoaterea lor ulterioară la ELECTRECORD - cea mai veche Casă de discuri din România, s-au putut face pentru că din 1991, Marieta Bratu a creat la Paris o Scenă de Variété itinerantă prin intermediul unei Asociații Culturale intitulată ”LES CHANTS VALAQUES”, colaborând cu muzicieni români și străini, putând susține repertorii diverse între care cel al compozitorului Nicolae Kirculescu, cum a fost CD-ul înregistrat la Paris și scos în 2005 la Electrecord, intitulat ”CÂND SE CRĂPA DE ZIUĂ ALTĂDATĂ”, unde artista a cântat și tradus în franceză piese de Nicolae Kirculescu și alți compozitori români. (Toate CD-urile citate pot fi găsite la adresa: mycd.ro)
De 35 de ani, Marieta Bratu a dat mai multe interviuri despre Nicolae Kirculescu la Radio și TVR, fiind invitată să cânte în diverse emisiuni piese din repertoriul compozitorului, artista obținând din 1983 Premiul întâi pe țară al Juriului de la Festivalul ”CRIZANTEMA DE AUR” – Târgoviște, pentru interpretarea unei romanțe, ”DE UNDE ȘTII VIOARĂ TU...” și tot în 1983 obținând Premiul Publicului la Festivalul ”MAMAIA”, pentru interpretarea unei piese de muzică ușoară, ”PAȘII NOȘTRI”, amândouă compuse de Nicolae Kirculescu.
Poetul Florentin Palaghia, actualul soț al artistei, a solicitat lui Nicolae Kirculescu în 1985, în ultimele luni de viață ale compozitorului un interviu întrerupt de agravarea cancerului generalizat, interviu continuat de Marieta Bratu, până la sfârșitul vieții Maestrului, apărut în nr.7 al revistei CONVORBIRI LITERARE, editată la Iași de Directorul Cassian Maria Spiridon, în anul 2020.
Casa Radio a scos în 2010, cu acordul Marietei Bratu, Opereta Radiofonică pentru copii, intitulată ”AVENTURILE BARONULUI MÜNCHAUSEN”, CD și text ilustrat, piesă inițial compusă în 1955.
Despre Marieta Bratu și susținerea artistică și materială a Aniversărilor de la Paris din 2003, apoi 2005, scrie și actrița Cristina Deleanu în Revista SERTARUL CU AMINTIRI, nr. 576. 
Surse folosite în acest portret sunt: George Zbârcea, compozitor, critic-muzicolog cu extrase din cartea ”Muzica Concertantă”, pliantul la noul CD - Nicolae Kirculescu cât și cel în limba franceză al Uniunii Compozitorilor, criticul muzical, Daniela Caraman-Fotea, cu extrase din cartea ”Meridianele Cântecului”, apărută la Editura Muzicală din București - 1989, Doru Popovici, compozitor, critic-muzicolog cu extrase din cartea ”UN ULTIM MATEIN”, cât și extrase din diverse emisiuni de Radio TV, evocând personalitatea compozitorului și specificitatea tipic românească a compozițiilor lui, deși nu a avut nici o picătură de sânge românesc, dar care s-a inspirat constant din folclorul românesc, iar G. Zbârcea a subliniat melodicitatea ca element preponderent din toată opera lui Nicolae Kirculescu la fel ca și compozitorul de operă Giuseppe Verdi, amândoi italieni
Sursa principală  folosită: extrase din propria autobiografie a lui Nicolae Kirculescu.
A compus operete (N-a fost nuntă mai frumoasă, Întâlnire cu dragostea), comedii muzicale/canțonete (Un băiat iubea o fată, Sfinxul din Hollywood), muzică de film și televiziune, piese instrumentale, muzică ușoară.

#### Muzică instrumentală
- Momentul muzical, pentru pian și orchestră
- Patru studii de concert, pentru pian (1949),,Rapsodia romana"

#### Muzică ușoară
- De unde știi, vioară, tu?
- Ești o stea fără nume (interpretată de Jean Păunescu)
- Nu știu (interpretată de Margareta Pâslaru - 1962)
- Te cheamǎ dragostea (interpretatǎ de Margareta Pâslaru - 1965)
- Licuricii- La căsuța cu zorele;
- Marea
- Nu știu dac-am iubit (interpretată de Jean Păunescu)
- Oameni veseli
- Romanița (interpretată de orchestra Sile Dinicu)
- Sare și piper
- Spune-i (premiu la Festivalul Mamaia, în interpretarea Denisei Constantinescu)
- Violete pentru fete
- La căsuța cu zorele (interpretată de Ion Luican în 1940)

## Alte preocupări
Kirculescu a colaborat cu Televiziunea Română pentru realizarea unor piese de spectacol destinate micului ecran.

## Distincții
- titlul de Artist Emerit (28 martie 1962) „pentru realizări valoroase în domeniul artistic”[1]
- Ordinul Muncii clasa a III-a (10 august 1964) „pentru merite deosebite în opera de construire a socialismului, cu prilejul celei de a XX-a aniversări a eliberării patriei”[2]
- Ordinul „Meritul Cultural” clasa I (11 octombrie 1973) „pentru activitate îndelungată și merite deosebite in domeniul creației muzicale, [...] cu prilejul împlinirii virstei de 70 de ani”[3]